# Lepironia
Lepironia Rich. é um género botânico pertencente à família Cyperaceae.

## Uso
As pesquisadores do Vietnã têm usado o L. Articulata, conhecido localmente como “co-bang”, que cresce em torno da região do Delta do Mekong, no sudoeste do Vietnã, como canudos biodegradáveis, uma alternativa sustentável para o desperdício com canudos plásticos.

## Sinônimo
- Chondrachne R.Br.

## Espécies
| - Lepironia articulata - Lepironia bancana - Lepironia ceylanica - Lepironia compressa - Lepironia conifera - Lepironia cuspidata - Lepironia cymbaria - Lepironia enodis - Lepironia foliosa | - Lepironia humilis - Lepironia macrocephala - Lepironia mucronata - Lepironia multiarticulata - Lepironia neesii - Lepironia palustris - Lepironia sphaerocephala - Lepironia squamata - Lepironia sumatran |